# イギリスグランプリ (ロードレース)
イギリスグランプリ（イギリスGP、British Grand Prix ）は、ロードレース世界選手権の一戦としてイギリスで開催されるオートバイレースのイベントである。

## 概要
元々はイギリス領内で開催される世界選手権としては、伝統あるマン島TTレースがロードレース世界選手権のスタート以来カレンダーに組み込まれていた。しかし、公道を使ったレースであるマン島は、年々マシンの性能が向上してスピードが上がるにつれてそのコースの危険性がクローズアップされ、1970年代に入ってからはジャコモ・アゴスチーニやフィル・リードといった当時の有力ライダーたちからの批判を浴びていた。そして、次第にトップライダーたちからボイコットされる傾向が強まっていたマン島は、ついに1977年、世界選手権のカレンダーから外されてしまう。その年、マン島に代わって急遽シルバーストンで開催されたのがイギリスGPである。
以降イギリスGPはシルバーストンを開催地としてきたが、1987年、それまで各地で開催されていたF1イギリスGPの開催地がシルバーストンに固定されるのと入れ替わるような形で、2輪のイギリスGPは舞台をドニントン・パークに移した。
2010年からは再びシルバーストンに開催地が戻った。以前の高速コースとは大きく異なる「アリーナ」と呼ばれるレイアウトが使用されている。ピットは旧施設を使用し、旧ホームストレート上にスタート・フィニッシュラインが引かれている。
2018年は新しくなった路面による水はけの悪さが原因で、決勝レースが中止になった。

## イギリスGPの歴代優勝者
| 年   | サーキット     | 50cc          | 125cc            | 250cc        | 350cc        | 500cc          | 結果 |
| ---- | -------------- | ------------- | ---------------- | ------------ | ------------ | -------------- | ---- |
| 1977 | シルバーストン |               | P.コンフォルティ | K.バリントン | K.バリントン | P.ヘネン       | 詳細 |
| 1978 | シルバーストン |               | A.ニエト         | A.マンク     | K.バリントン | K.ロバーツ     | 詳細 |
| 1979 | シルバーストン |               | A.ニエト         | K.バリントン | K.バリントン | K.ロバーツ     | 詳細 |
| 1980 | シルバーストン |               | L.レジアーニ     | K.バリントン | A.マンク     | R.マモラ       | 詳細 |
| 1981 | シルバーストン |               | A.ニエト         | A.マンク     | A.マンク     | J.ミドルブルグ | 詳細 |
| 1982 | シルバーストン |               | A.ニエト         | M.ウィマー   | J.F.バルデ   | F.ウンチーニ   | 詳細 |
| 1983 | シルバーストン |               | A.ニエト         | J.ボレー     |              | K.ロバーツ     | 詳細 |
| 年   | サーキット     | 80cc          | 125cc            | 250cc        | 350cc        | 500cc          | 結果 |
| 1984 | シルバーストン |               | A.ニエト         | C.サロン     |              | R.マモラ       | 詳細 |
| 1985 | シルバーストン |               | A.アウインガー   | A.マンク     |              | F.スペンサー   | 詳細 |
| 1986 | シルバーストン | I.McConnachie | A.アウインガー   | D.サロン     |              | W.ガードナー   | 詳細 |
| 1987 | ドニントン     | J.マルチネス  | F.グレシーニ     | A.マンク     |              | E.ローソン     | 詳細 |
| 1988 | ドニントン     |               | E.ジャノーラ     | L.カダローラ |              | W.レイニー     | 詳細 |
| 1989 | ドニントン     |               | H.スパーン       | S.ポンス     |              | K.シュワンツ   | 詳細 |

| 年   | サーキット     | 125cc                                              | 250cc                                              | 500cc                                              | 結果                                               |
| ---- | -------------- | -------------------------------------------------- | -------------------------------------------------- | -------------------------------------------------- | -------------------------------------------------- |
| 1990 | ドニントン     | ロリス・カピロッシ                                 | ルカ・カダローラ                                   | ケビン・シュワンツ                                 | 詳細                                               |
| 1991 | ドニントン     | ロリス・カピロッシ                                 | ルカ・カダローラ                                   | ケビン・シュワンツ                                 | 詳細                                               |
| 1992 | ドニントン     | ファウスト・グレシーニ                             | ピエールフランチェスコ・キリ                       | ワイン・ガードナー                                 | 詳細                                               |
| 1993 | ドニントン     | ダーク・ラウディス                                 | ジャン＝フィリップ・ルジア                         | ルカ・カダローラ                                   | 詳細                                               |
| 1994 | ドニントン     | 辻村猛                                             | ロリス・カピロッシ                                 | ケビン・シュワンツ                                 | 詳細                                               |
| 1995 | ドニントン     | 坂田和人                                           | マックス・ビアッジ                                 | ミック・ドゥーハン                                 | 詳細                                               |
| 1996 | ドニントン     | ステファノ・ペルジーニ                             | マックス・ビアッジ                                 | ミック・ドゥーハン                                 | 詳細                                               |
| 1997 | ドニントン     | バレンティーノ・ロッシ                             | ラルフ・ウォルドマン                               | ミック・ドゥーハン                                 | 詳細                                               |
| 1998 | ドニントン     | 坂田和人                                           | ロリス・カピロッシ                                 | サイモン・クラファー                               | 詳細                                               |
| 1999 | ドニントン     | 東雅雄                                             | バレンティーノ・ロッシ                             | アレックス・クリビーレ                             | 詳細                                               |
| 2000 | ドニントン     | 宇井陽一                                           | ラルフ・ウォルドマン                               | バレンティーノ・ロッシ                             | 詳細                                               |
| 2001 | ドニントン     | 宇井陽一                                           | 加藤大治郎                                         | バレンティーノ・ロッシ                             | 詳細                                               |
| 年   | サーキット     | 125cc                                              | 250cc                                              | MotoGP                                             | 結果                                               |
| 2002 | ドニントン     | アルノー・ヴァンサン                               | マルコ・メランドリ                                 | バレンティーノ・ロッシ                             | 詳細                                               |
| 2003 | ドニントン     | エクトル・バルベラ                                 | フォンシ・ニエト                                   | マックス・ビアッジ                                 | 詳細                                               |
| 2004 | ドニントン     | アンドレア・ドヴィツィオーゾ                       | ダニ・ペドロサ                                     | バレンティーノ・ロッシ                             | 詳細                                               |
| 2005 | ドニントン     | フリアン・シモン                                   | ランディ・ド・プニエ                               | バレンティーノ・ロッシ                             | 詳細                                               |
| 2006 | ドニントン     | アルバロ・バウティスタ                             | ホルヘ・ロレンソ                                   | ダニ・ペドロサ                                     | 詳細                                               |
| 2007 | ドニントン     | マティア・パシーニ                                 | アンドレア・ドヴィツィオーゾ                       | ケーシー・ストーナー                               | 詳細                                               |
| 2008 | ドニントン     | スコット・レディング                               | ミカ・カリオ                                       | ケーシー・ストーナー                               | 詳細                                               |
| 2009 | ドニントン     | フリアン・シモン                                   | 青山博一                                           | アンドレア・ドヴィツィオーゾ                       | 詳細                                               |
| 年   | サーキット     | 125cc                                              | Moto2                                              | MotoGP                                             | 結果                                               |
| 2010 | シルバーストン | マルク・マルケス                                   | ジュール・クルーセル                               | ホルヘ・ロレンソ                                   | 詳細                                               |
| 2011 | シルバーストン | ジョナス・フォルガー                               | ステファン・ブラドル                               | ケーシー・ストーナー                               | 詳細                                               |
| 年   | サーキット     | Moto3                                              | Moto2                                              | MotoGP                                             | 結果                                               |
| 2012 | シルバーストン | マーベリック・ビニャーレス                         | ポル・エスパルガロ                                 | ホルヘ・ロレンソ                                   | 詳細                                               |
| 2013 | シルバーストン | ルイス・サロム                                     | スコット・レディング                               | ホルヘ・ロレンソ                                   | 詳細                                               |
| 2014 | シルバーストン | アレックス・リンス                                 | エステベ・ラバト                                   | マルク・マルケス                                   | 詳細                                               |
| 2015 | シルバーストン | ダニー・ケント                                     | ヨハン・ザルコ                                     | バレンティーノ・ロッシ                             | 詳細                                               |
| 2016 | シルバーストン | ブラッド・ビンダー                                 | トーマス・ルティー                                 | マーベリック・ビニャーレス                         | 詳細                                               |
| 2017 | シルバーストン | アロン・カネト                                     | 中上貴晶                                           | アンドレア・ドヴィツィオーゾ                       | 詳細                                               |
| 2018 | シルバーストン | 開催中止                                           | 開催中止                                           | 開催中止                                           | 開催中止                                           |
| 2019 | シルバーストン | マルコス・ラミレス                                 | アウグスト・フェルナンデス                         | アレックス・リンス                                 | 詳細                                               |
| 2020 | シルバーストン | 新型コロナウイルス感染症の世界的流行のため開催中止 | 新型コロナウイルス感染症の世界的流行のため開催中止 | 新型コロナウイルス感染症の世界的流行のため開催中止 | 新型コロナウイルス感染症の世界的流行のため開催中止 |
| 2021 | シルバーストン | ロマーノ・フェナティ                               | レミー・ガードナー                                 | ファビオ・クアルタラロ                             | 詳細                                               |
| 2022 | シルバーストン | デニス・フォッジャ                                 | アウグスト・フェルナンデス                         | フランチェスコ・バニャイア                         | 詳細                                               |

| 年   | サーキット     | MotoE                    | MotoE                | Moto3                | Moto2                    | MotoGP                 | 結果 |
| 年   | サーキット     | レース1                  | レース2              | Moto3                | Moto2                    | MotoGP                 | 結果 |
| ---- | -------------- | ------------------------ | -------------------- | -------------------- | ------------------------ | ---------------------- | ---- |
| 2023 | シルバーストン | ランディ・クルメンナッハ | マッティア・カサデイ | ダビド・アロンソ     | フェルミン・アルデゲル   | アレイシ・エスパルガロ | 詳細 |
| 2024 | シルバーストン | N/A                      | イヴァン・オルトラ   | ジェイク・ディクソン | エネア・バスティアニーニ | 詳細                   |      |

## イギリスGPが開催されたサーキット

ドニントン・パーク
北緯52度49分50秒 西経1度22分31秒 / 北緯52.83056度 西経1.37528度
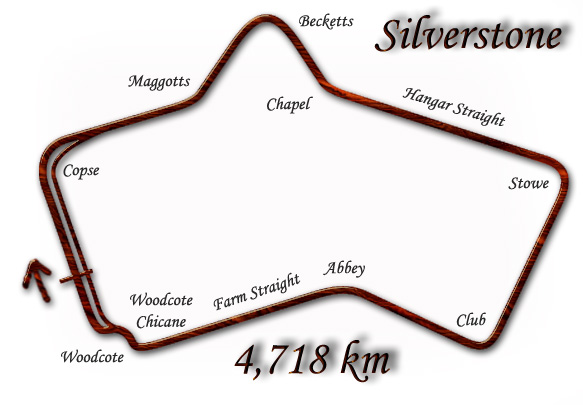
シルバーストン・サーキット（上記は1986年までのコース図）
北緯52度4分43秒 西経1度1分1秒 / 北緯52.07861度 西経1.01694度
シルバーストン・サーキット（2010年以降の「アリーナ」レイアウト）